# Paolo Longo
Pour les articles homonymes, voir Longo.
Paolo Longo, né le 3 novembre 1977 à Cavalese, dans la province de Trente, est un biathlète italien.

## Biographie
Pour sa première compétition internationale en 1997, il est médaillé d'argent aux Championnats du monde junior en relais. Il fait ses débuts dans la Coupe du monde lors de la saison 1999-2000, durant laquelle il obtient son meilleur résultat de sa carrière avec une quinzième place à l'individuel à Brezno. Son dernier résultat dans les points date de la saison 2004-2005, où il est 18e à Beitostølen.
Aux Jeux olympiques d'hiver de 2002, il est 49e du sprint, 37e de la poursuite, 33e de l'individuel et 16e du relais.
Aux Jeux olympiques d'hiver de 2006, il est 55e de l'individuel et 8e du relais. Il gagne ensuite sa seule course internationale dans la Coupe d'Europe (IBU Cup) à Martell.
Sa dernière saison au niveau mondial a lieu en 2006-2007.

## Palmarès

### Jeux olympiques d'hiver
| Épreuve / Édition                   | Individuel | Sprint | Poursuite | Mass start                       | Relais |
| Jeux olympiques 2002 Salt Lake City | 33e        | 49e    | 37e       | Épreuve inexistante à cette date | 18e    |
| Jeux olympiques 2006 Turin          | 55e        | —      | —         | —                                | 8e     |

Légende :
- - : Non disputée par Longo
- : Non programmée

### Championnats du monde
| Épreuve / Édition             | Individuel | Sprint | Poursuite | Départ en masse | Relais | Relais mixte                     |
| Mondiaux 2001 Pokljuka        | 52e        | -      | -         | -               | -      | Épreuve inexistante à cette date |
| Mondiaux 2003 Khanty-Mansiïsk | 51e        | -      | -         | -               | -      | Épreuve inexistante à cette date |
| Mondiaux 2005 Hochfilzen      | 33e        | 49e    | 37e       | -               | 9e     | -                                |

Légende :

 : épreuve inexistante

- : n'a pas participé à l'épreuve

### Coupe du monde
- Meilleur classement général : 53e en 2000.
- Meilleur résultat individuel : 15e.

#### Classements annuels
| Année | Classement général final |
| 2000  | 53e                      |
| 2001  | 66e                      |
| 2005  | 78e                      |

### Championnats du monde junior
- Médaille d'argent du relais en 1997.

### IBU Cup
- 1 victoire.